# Distretto di Lianyun
Il distretto di Lianyun (连云区S, Liányún QūP) è un distretto della Cina, situato nella provincia di Jiangsu e amministrato dalla prefettura di Lianyungang.